# Богдашкинское сельское поселение (Ульяновская область)
Богда́шкинское се́льское поселе́ние — муниципальное образование в составе Чердаклинского района Ульяновской области. Административный центр — село Богдашкино.

## Население
| 2010  | 2012  | 2013  | 2014  | 2015  | 2016  | 2017  |
| ----- | ----- | ----- | ----- | ----- | ----- | ----- |
| 1477  | ↗1480 | ↗1504 | ↘1502 | ↘1487 | ↘1485 | ↘1484 |
| 2018  | 2019  | 2020  | 2021  |       |       |       |
| ↘1456 | ↘1433 | ↘1413 | ↘1349 |       |       |       |

## Состав сельского поселения
В состав поселения входят 6 населённых пунктов: 4 села, 1 деревня и 1 разъезд.
| № | Населённый пункт | Тип населённого пункта       | Население |
| - | ---------------- | ---------------------------- | --------- |
| 1 | Богдашкино       | село, административный центр | ↘526      |
| 2 | Войкино          | деревня                      | ↘46       |
| 3 | Новое Матюшкино  | село                         | ↘103      |
| 4 | Петровское       | село                         | ↘395      |
| 5 | Старое Матюшкино | село                         | ↘405      |
| 6 | Уренбаш          | разъезд                      | 2         |